# Wiażyszcza (obwód witebski)
Wiażyszcza (biał. Вяжышча, ros. Вяжище, Wiażyszcze) – wieś na Białorusi, w obwodzie witebskim, w rejonie bieszenkowickim, w sielsowiecie Sorżyca.

## Historia
Miejscowość wzmiankowana w XVII wieku jako przystań na Dżwinie. W końcu XVIII wieku miała status wsi szlacheckiej i położona była w województwie połockim. Po I rozbiorze przebiegała tędy granica Rzeczypospolitej z Rosją. 
W czasach zaborów miejscowość leżała w wołości (gminie) Bieszenkowicze, w powiecie lepelskim guberni witebskiej Imperium Rosyjskiego. Folwark Wiażyszcze był własnością Skiwskich, we wsi znajdowała się prawosławna cerkiew parafialna Przemienienia Pańskiego (wówczas eparchia połocka).
W okresie międzywojennym wieś znajdowała się początkowo w granicach Rosji Radzieckiej, a od 1924 w BSRR.
Po ataku Niemiec na ZSRR wieś była pod okupacją hitlerowską w latach 1941-1944. 
Od 1991 w niepodległej Republice Białorusi.